# Ванино (Кировская область)
 Ванино  — деревня в Афанасьевском районе Кировской области в составе Борского сельского поселения.

## География
Расположен на расстоянии примерно 53 км на север-северо-запад по прямой от райцентра поселка  Афанасьево на левобережье реки Кама.

## История
Известна с 1891 года как Березовские починки или Лучниковский с 48 жителями, в 1926 уже деревня Ванинская (или При Березовой старице), 6 хозяйств и 33 жителя. В 1950 году уже Ванино (11 хозяйств и 29 жителей), в 1989 44 жителя.  

## Население
Постоянное население составляло 98 человек (русские 100%) в 2002 году, 113 в 2010.